# Конопко, Бартош
Бартош Конопко (пол. Bartosz Konopko ; род. 6 июня 1988 год) — польский шорт-трекист, участник зимних Олимпийских игр 2018 года.

## Спортивная карьера
Бартош Конопко родился в городе Белосток, Подляское воеводство, Польша. Принял решение заняться шорт-треком потому, что этот вид спорта был очень популярен среди его сверстников, а также тренер раздавал бесплатные билеты на соревнования по шорт-треку тем, кто занимался в спортивной секции. Тренируется на базе клуба «OTTO Speed Skating Team» под руководством Дариуша Кулеша (пол. Dariusz Kulesza) и Урсулы Каминской (пол. Urszula Kaminska), а в национальной сборной — Анны Лукановой-Якубовской (пол. Anna Lukanowa-Jakubowska). Женат, супруга — Каролина.
На данный момент в активе Конопко нет каких-либо медалей, полученных на соревнованиях международного уровня. Лучший свой результат он продемонстрировал на чемпионате Европы по шорт-треку 2009 года, что проходил в итальянском городе — Турин. На эстафете на 5000 м польские конькобежцы финишировали шестыми.
На зимних Олимпийских играх 2018 Бартош Конопко дебютировал в забеге на 500 м. 22 февраля 2018 года в ледовом зале «Кёнпхо»" с результатом 1:10.996 он финишировал пятым в первом забеге на 500 м четвертьфинала и, таким образом, завершил дальнейшую борьбу за медали. Это было вызвано падением спортсмена на последнем круге. В итоговом зачёте Конопко занял 17-е место.